# Canal Gruber
Le canal Gruber, situé à Ljubljana, capitale de la Slovénie, est un canal qui a été réalisé au XVIIIe siècle pour régulariser le cours de la rivière Ljubljanica et prévenir les inondations. Il a pour effet de transformer la colline sur laquelle se trouve le château de Ljubljana en île, en la séparant de la colline de Golovec.

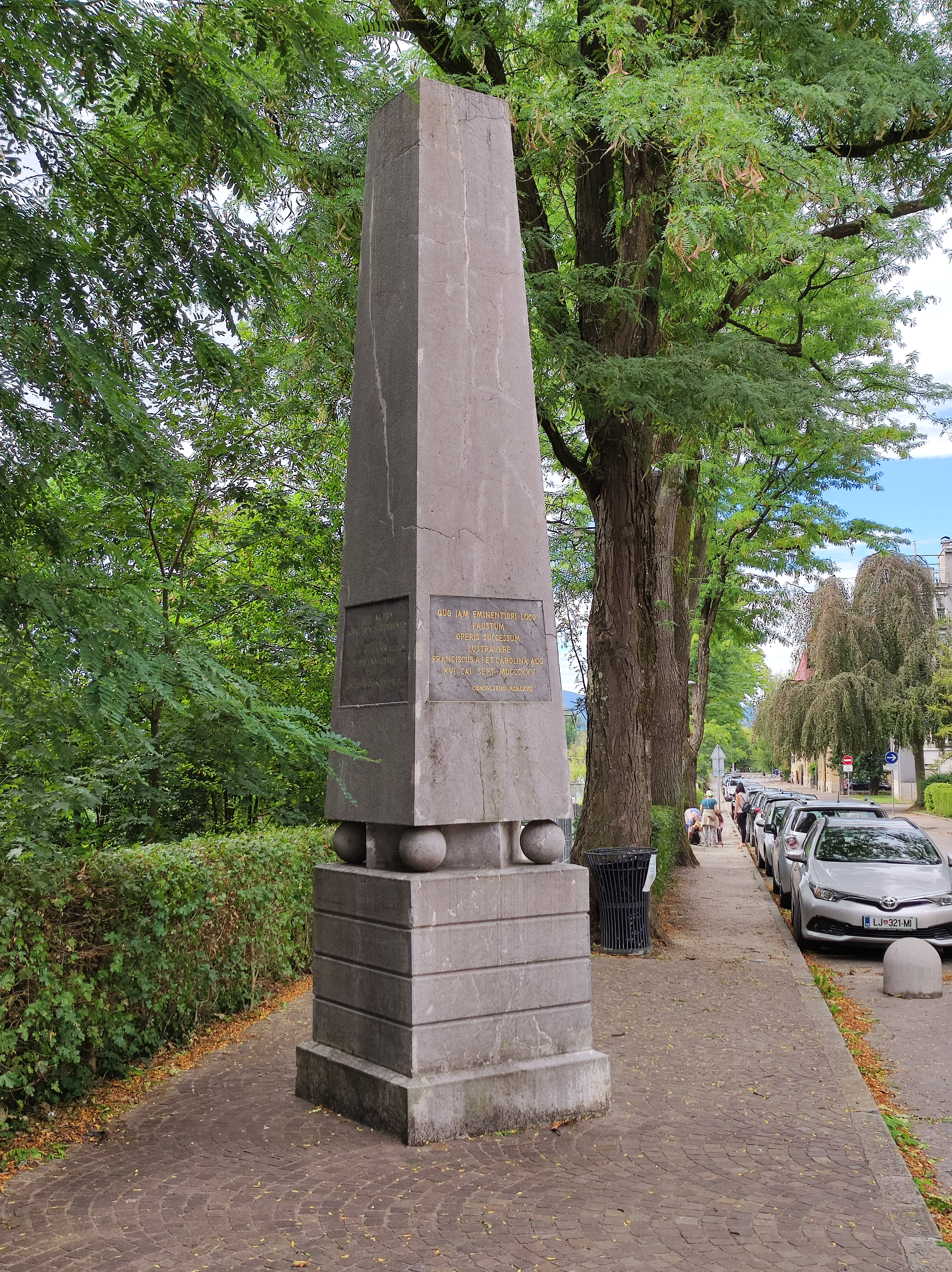
Monument à Gabriel Gruber à Ljubljana.

## Histoire
Le canal a été conçu par Gabriel Grüber (1740-1805), jésuite autrichien, architecte et ingénieur hydraulicien, auquel il avait été confié la mission de drainer les marais en amont de Ljubljana. Il a été construit entre 1772 et 1780 par l'ingénieur militaire Vincenc Struppi (sl) (1733-1810).
Le canal a été approfondi en 1829. Il a effectivement réduit les risques d'inondation en facilitant l'évacuation des eaux.